# Caran d'Ache (entreprise)
Pour les articles homonymes, voir Caran d'Ache (homonymie).
Caran d'Ache est une entreprise suisse dont le siège se situe à Thônex, dans le canton de Genève. Elle fabrique essentiellement des objets pour la papeterie, tels que des crayons et des stylos.

## Historique
L'entreprise est fondée en 1915, sous le nom de Fabrique genevoise de crayons dans la commune des Eaux-Vives, devenue depuis un quartier de Genève. Devenue la Fabrique de crayons Ecridor, elle est rachetée et rebaptisée Caran d'Ache en 1924 par Arnold Schweitzer : le mot russe karandach (карандаш) signifiant « crayon ». Le terme russe provient de la racine turque, kara tash, qui désigne la pierre noire (graphite).
Caran d'Ache est également le nom de plume d'Emmanuel Poiré (1858-1909), un dessinateur de presse français d'origine russe,.
En 1929, l'ingénieur genevois Carl Schmid invente le Fixpencil, premier portemine à pince. La société le met sur le marché un an plus tard.
La société invente en 1931 le crayon aquarellable, déposé sous la dénomination Prismalo.
Au début des années 1970, l'entreprise déménage à Thônex. En 2015, Caran d'Ache employait 280 personnes et gérait un réseau de 120 boutiques dans 90 pays. C'est une entreprise familiale : sa présidente, Carole Hubscher, appartient à la quatrième génération des fondateurs.
L'entreprise prévoit de s'implémenter à Bernex. Le projet devrait sortir de terre à fin 2024.

## Produits
- Gamme « couleur » :
  - crayons graphite ;
  - crayons de couleur ;
  - crayons de couleur aquarellables (Prismalo, puis plus tard, gamme Fancolor) ;
  - crayon SupraCouleur Soft ;
  - stylo-feutres de couleur Fibralo lavables ;
  - Feutres de couleur Fancolor diluables à l'eau ;
  - gouache ;
  - peinture acrylique ;
  - pastels Neocolor sous forme de craies à la cire ;
  - pâte à modeler extra fine Modela.

- Gamme « écriture » :
  - stylo-bille ;
  - stylo-plume ;
  - stylo roller ;
  - porte-mine Fixpencil.

### Le Fixpencil
Le porte-mine à pince Fixpencil est inventé en 1929 par l'ingénieur genevois Carl Schmid. Une année plus tard, Caran d’Ache met cet instrument sur le marché et enregistre la marque Fixpencil. C'est le premier porte-mine à pince du monde, muni d'un mécanisme permettant l'utilisation de mines de diamètres différents, il est d'abord fabriqué en bakélite, puis entièrement en métal.
Le 10 mai 2005, un timbre postal suisse est consacré au Fixpencil.

### Gamme Prismalo
La gamme Prismalo, inventée en 1931, est le premier crayon de couleur aquarellable. Il est disponible en 80 couleurs.

Produits de la marque Caran d'Ache
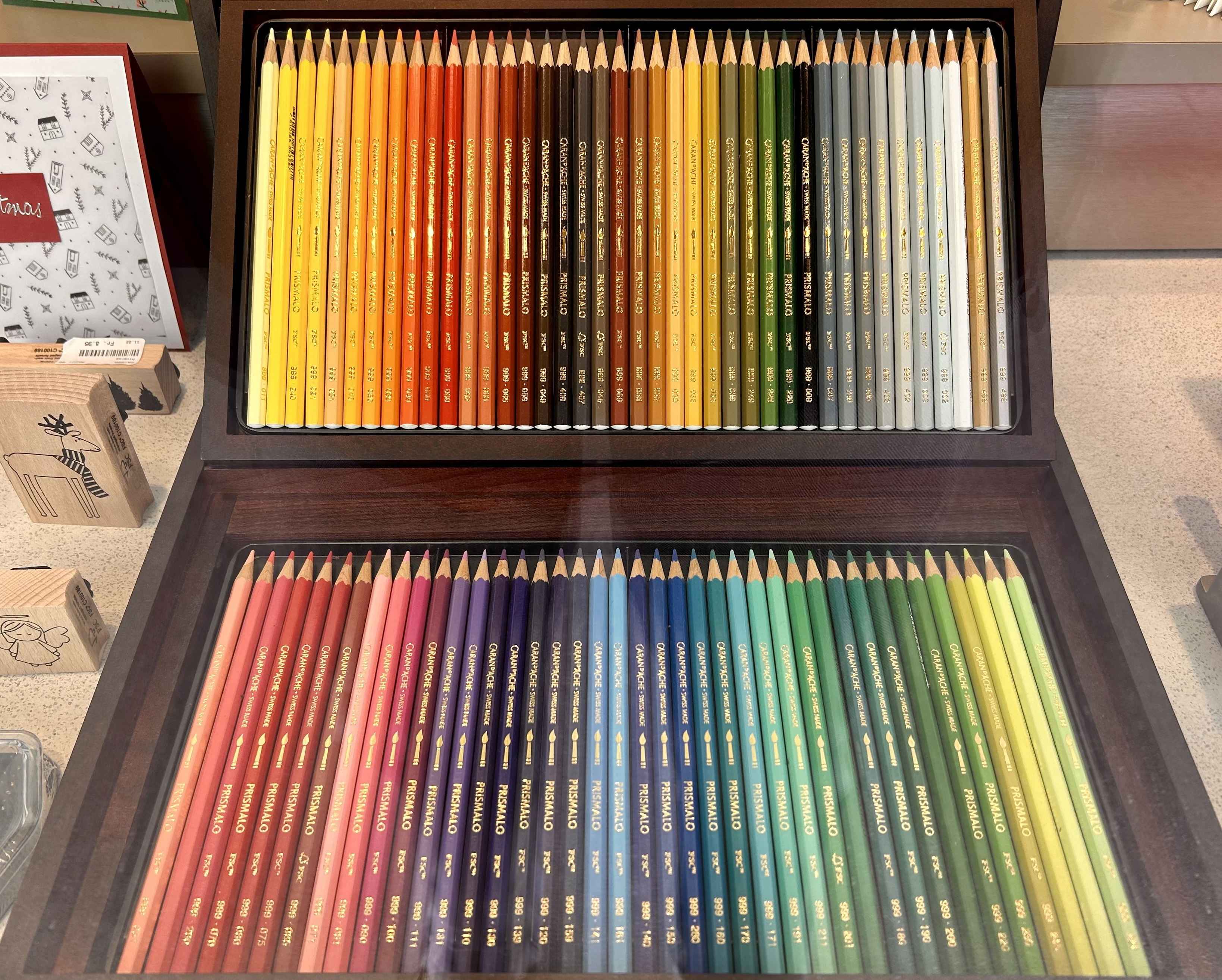
Boîte de crayons de couleur Prismalo.
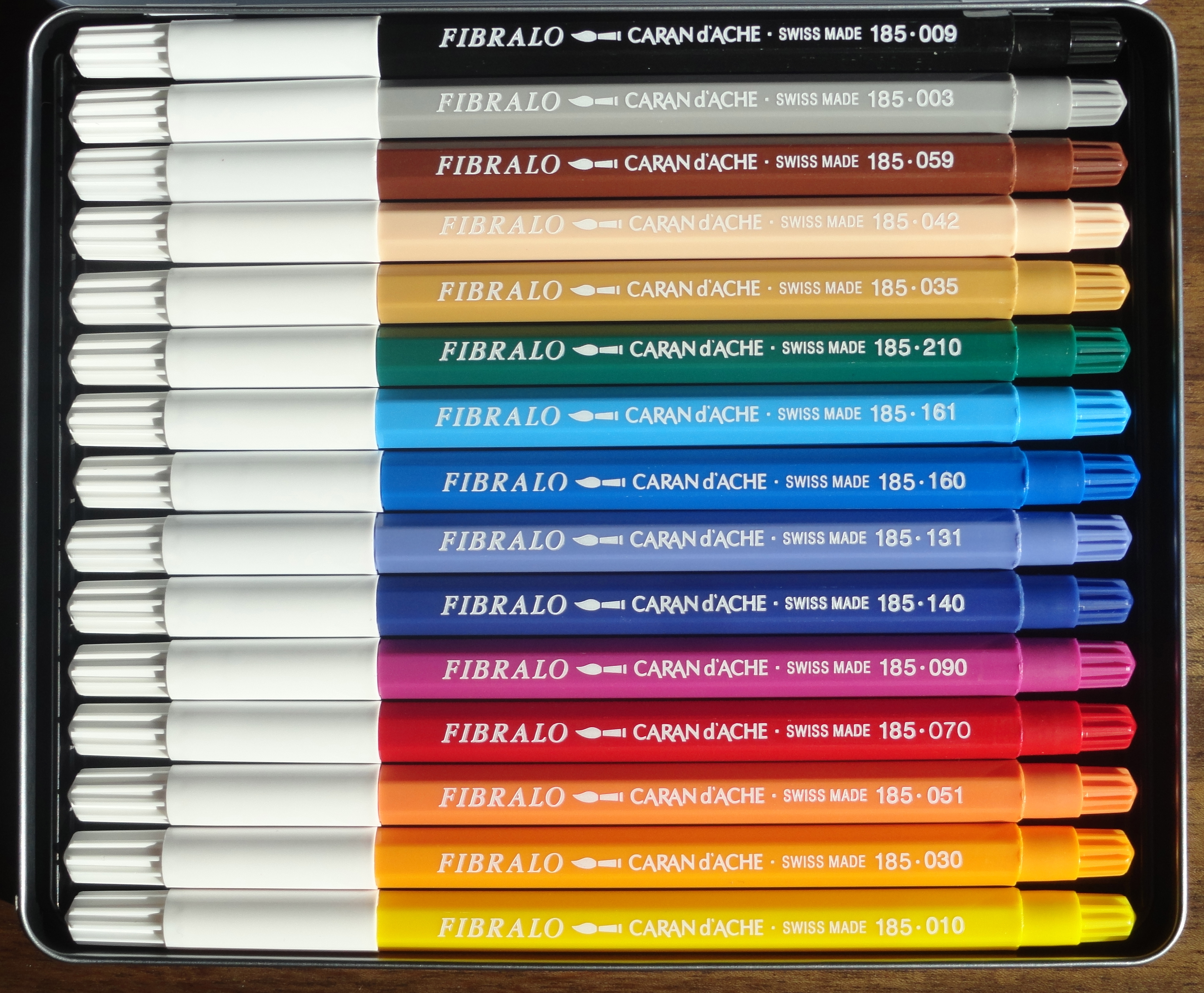
Boîte de feutres Fibralo.
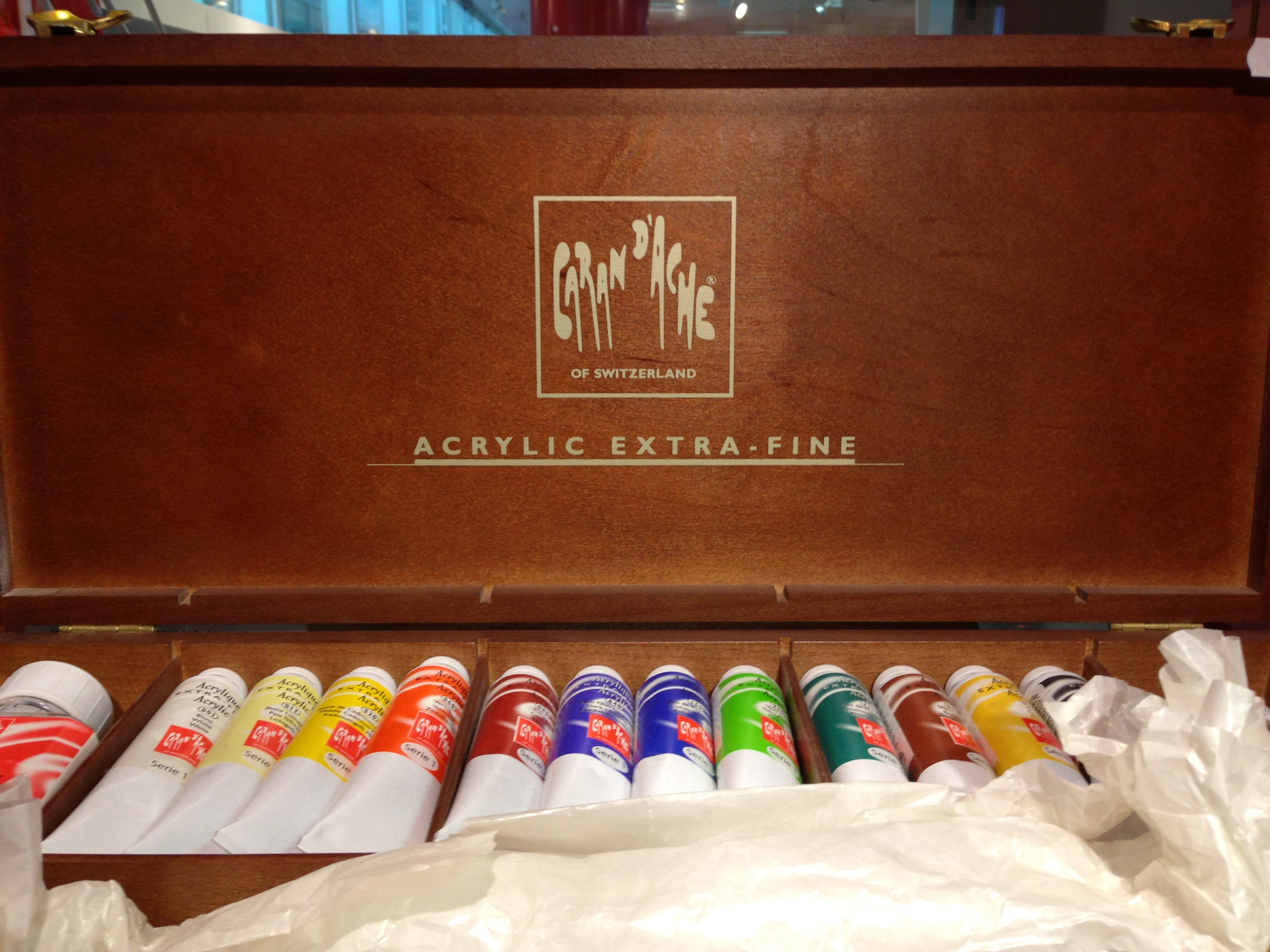
Boîte de peinture acrylique.
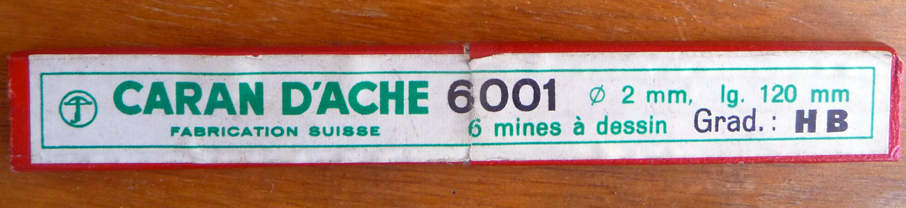
Boîte de mines graphite.